# 普萊夏赫河
49°47′57.5″N 9°55′23.5″E / 49.799306°N 9.923194°E

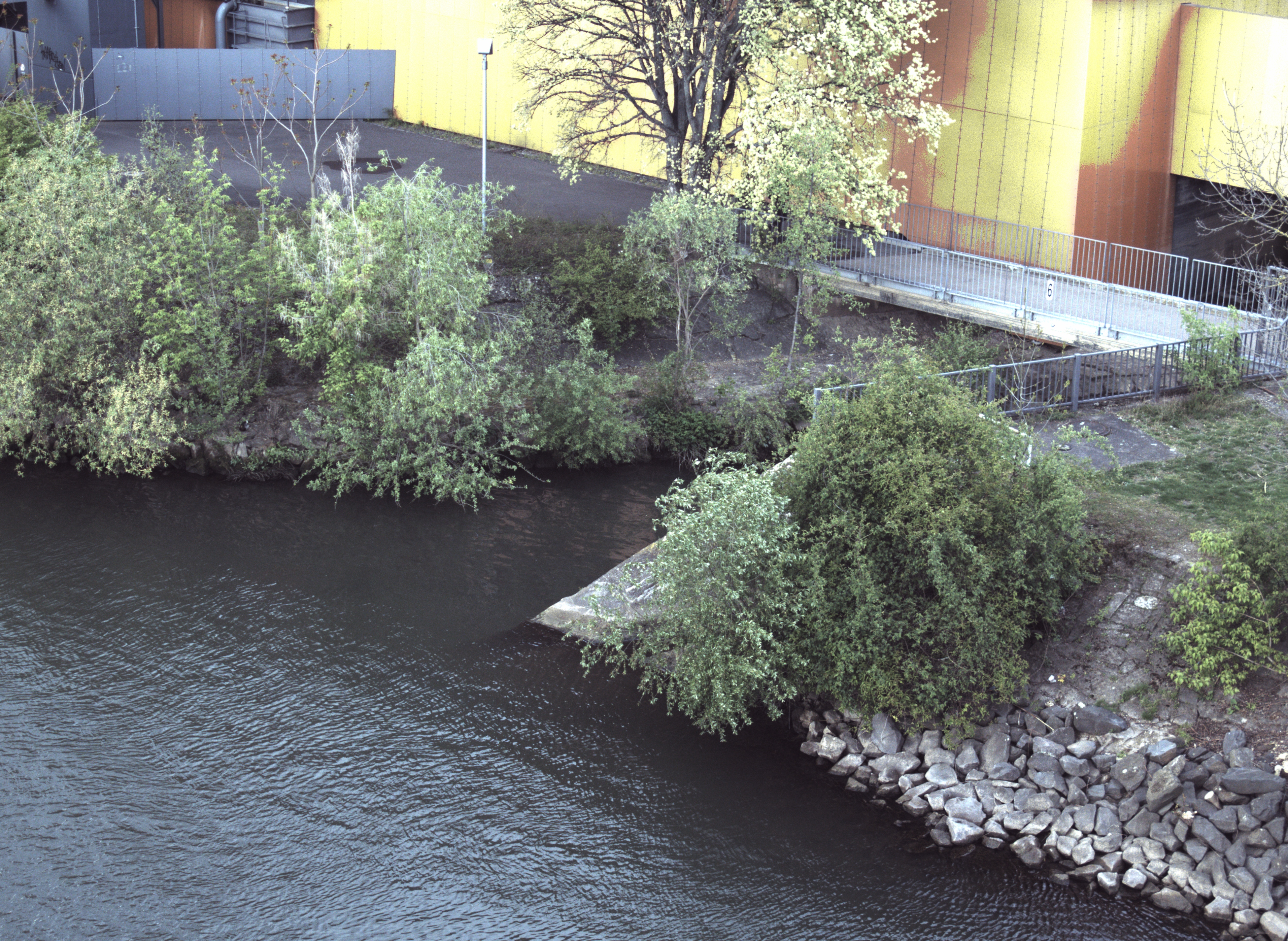

普萊夏赫河（德語：Pleichach），是德國的河流，位於該國東南部，由巴伐利亞負責管轄，屬於美因河的支流，河道全長34公里，流域面積128平方公里，發源自維爾茨堡附近豪森。